# 大瀬しのぶ・こいじ
大瀬 しのぶ・こいじ（おおせ しのぶ・こいじ）は、かつて日本に存在した漫才師。漫才協団（現：漫才協会）に所属した。

## 概要
1967年に結成、当初はしのぶの東北訛りや息の悪さで苦労したが、都会出身のこいじが田舎出のしのぶにやり込められるという芸風を徐々に確立した。1971年4月12日に開かれた第19回NHK漫才コンクールに「堅い商売」のタイトルで優勝。東京漫才界のホープと目される。その後、東北地方を拠点に活動した。1984年にこいじが漫才協団を脱退、それぞれローカルタレントとして道を歩んだ。ただし、正式にコンビを解消したわけでなく、依頼があればしのぶと共演を果たした。2004年にしのぶが死去。2014年にこいじも死去した。

## メンバー
- 大瀬しのぶ - ボケ担当、本名：小笠原 敏夫、青森県出身。
- 大瀬こいじ（1930年2月6日[3] - 2014年12月[3]） - ツッコミ担当、本名：伊東 達、東京都出身。青山学院大学卒業[3]。

実家はキリスト教会。青山学院大学を卒業後、会社員をしていたが、NHK放送劇団に入り、声優や映画俳優を経て、コント集団「あちゃらかグルッペ」に入団。兵隊コントに出演した。1967年に大空みつる・ひろしの紹介で小笠原敏夫とコンビを組む。当初はしのぶの東北訛りや息の悪さで苦労したが、徐々に芸風を確立。1971年の第19回NHK漫才コンクールで「堅い商売」のタイトルで優勝。その後はしのぶと各メディアに出演し、『しのぶこいじの何でも奥さん』などの番組の司会を担当した。二人は東京漫才界のホープと目されたが、漫才の活動をセーブし、次第に拠点を東北地方に移し、同地で活動した。1984年に漫才協団を脱退、脱退後はローカルタレントととしての道を歩み、仙台を中心に活動した。2004年にしのぶが死去すると同地で余生を過ごした。

## 略歴
- 1967年11月 - 大空みつる・ひろしの紹介でコンビ結成。
- 1969年 - 第17回NHK漫才コンクールに「ぼくの民俗学」で出場。
- 1970年 - 第18回NHK漫才コンクールに「ぼくの教育学」で出場。
- 1971年 - 第19回NHK漫才コンクールに「堅い商売」で優勝。
- 1984年 - こいじが漫才協団（現：漫才協会）を脱退。それぞれローカルタレントとして活動する。
- 2004年 - しのぶが死去。
- 2014年 - こいじが死去。

## 弟子
- 大瀬ゆめじ・うたじ